# David S. Ward
David S. Ward (ur. 25 października 1945 w Providence) – amerykański scenarzysta i reżyser filmowy. Zdobywca Oscara za najlepszy scenariusz oryginalny do filmu Żądło (1973) w reżyserii George’a Roya Hilla. Był również nominowany do tej nagrody za scenariusz do Bezsenności w Seattle (1993) Nory Ephron.